# Mina Watanabe
Mina Watanabe (jap. 渡邉美奈 Watanabe Mina; ur. 16 września 1985) – japońska judoczka, mistrzyni Azji (Taszkent 2005) oraz brązowa medalistka mistrzostw świata (Rotterdam 2009) w kategorii do 70 kilogramów.